# Rodzina książęca Monako – linia de Polignac
1 lutego 1920 następczyni monakijskiego tronu, księżniczka Charlotte, nieślubna, a później adoptowana córka Ludwika II, księcia Grimaldi zawarła związek małżeński z hrabią Pierre'm de Polignac. Charlotte była oficjalnie przedstawicielką dynastii Grimaldich, ale w linii męskiej pochodziła z rodziny de Goyon de Matignon. Potomkowie Charlotte i Pierre'a, w tym obecny monarcha Monako, pochodzą w linii męskiej z rodziny francuskich hrabiów de Polignac.
- Pierre, książę Valentinois, z d. hrabia de Polignac (Pierre Marie Xavier Raphaël Antoine Melchior de Polignac, ur. 24 października 1895 w Hennebont), syn hrabiego Maxence'a de Polignac i Susany de la Torre y Mier. Jego żoną była Charlotte, księżna Valentinois, którą poślubił 19 marca 1920 w ceremonii cywilnej w Monako i 20 marca 1920 w ceremonii kościelnej w Monako; małżeństwo zakończyło się rozwodem 18 lutego 1933. Pierre otrzymał prawo do używania predykatu Jego Książęcej Wysokości, tytułu księcia Valentinois i przyjął nazwisko Grimaldi. Miał dwoje dzieci. 30 maja 1944 jego żona zrzekła się swoich praw do monakijskiego tronu na rzecz syna, księcia Rainiera, który został władcą Monako 9 maja 1949. Zmarł 10 listopada 1964 w Paryżu.

## Potomkowie Antoinette, baronowej Massy

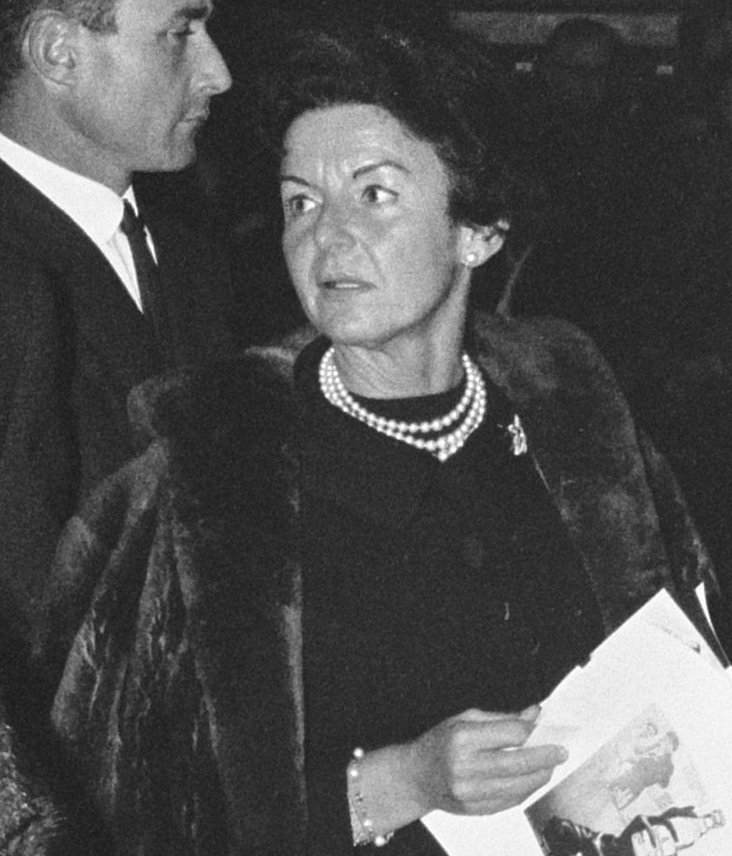
Antoinette, baronowa Massy

- Antoinette, baronowa Massy z d. księżniczka Monako (Antoinette Louise Alberte Suzanne, ur. 28 grudnia 1920 w Paryżu), córka hrabiego Pierre'a de Polignac i Charlotte, księżnej Valentinois. Po urodzeniu wpisana na trzecie miejsce w linii sukcesji monakijskiego tronu. Została ochrzczona 5 marca 1921 w katedrze w Monako. Jej pierwszym mężem był Alexandre Noghes, którego poślubiła 4 grudnia 1951 w Genui; małżeństwo zakończyło się rozwodem w 1954. Jej drugim mężem był Jan-Karol Rey (Jean-Charles Rey, ur. 22 października 1914 w Monako, zm. 17 września 1994 w Monako), którego poślubiła 2 grudnia 1961 w Hadze; małżeństwo zakończyło się rozwodem w 1964. Jej trzecim mężem był Jan Gilpin (John Brian Gilpin, ur. 10 lutego 1930 w Southsea, zm. 5 września 1983 w Londynie), którego poślubiła 28 lipca 1983 w Monako. Miała troje dzieci. Była prezydentem Monakijskiej Fundacji Ochrony Zwierząt. Zmarła 18 marca 2011 w Monako[1].

- - Elżbieta de Massy, urodzona Grimaldi (Elizabeth-Ann Charlotte Mary Kathleen Dévote de Massy, ur. 13 stycznia 1947 w Monako), nieślubna córka Antoinette, baronowej Massy i jej późniejszego pierwszego męża, Alexandre Noghes. Jej rodzice zawarli związek małżeński w 1951, co spowodowało, że Elżbieta stała się potomkiem dynastycznym i została włączona do linii sukcesji monakijskiego tronu. Jej pierwszym mężem był baron Bernard Taubert-Natta (Bernard Alexandre Taubert-Natta, ur. 2 lipca 1941 w Genewie, zm. 13 kwietnia 1989 w Genewie), którego poślubiła 19 stycznia 1974 w Monako; małżeństwo zakończyło się rozwodem 30 października 1980. Jej drugim mężem był Mikołaj Costello (Nicolai Vladimir Costello, ur. 24 grudnia 1943 w Leeds), którego poślubiła 18 października 1984 w Londynie; małżeństwo zakończyło się rozwodem 28 marca 1984. Miała dwoje dzieci. Była prezydentem Monakijskiej Federacji Tenisowej, Monte-Carlo Country Club i Międzynarodowego Festiwalu Psów. Była matką chrzestną księżniczki Stefanii z Monako. Zmarła 10 czerwca 2020 w Monte Carlo[2].
    - Baron Jan Taubert-Natta (Jean Leonard Taubert Natta, ur. 3 czerwca 1974 w Genewie), syn Elżbiety de Massy i jej pierwszego męża, barona Bernarda Taubert-Natta. Został ochrzczony w wierze katolickiej; jego ojcem chrzestnym jest Albert II, książę Monako. Jego żoną jest Zuzanna Chrimes (Suzanne Chrimes), którą poślubił 25 kwietnia 2009[3]. Ma jednego syna.
      - Baron Melchior Taubert-Natta (Melchior Taubert-Natta, ur. 2009), syn barona Jana Taubert-Natta i Zuzanny Chrimes[4].

    - Melania-Antonina de Massy (Melanie-Antoinette Costello de Massy, ur. 18 stycznia 1985 w Monako), córka Elżbiety de Massy i jej drugiego męża, Mikołaja Costello[5]. Jest prezydentem Monakijskiej Federacji Tenisowej od lipca 2020[6] i prezydentem Monte-Carlo Country Club[7].

  - Krystian, baron de Massy, urodzony Grimaldi, później de Massy (Christian-Louis Rainier Alexandre de Massy, ur. 17 stycznia 1949 w  Monako), nieślubny syn Antoinette, baronowej Massy i jej późniejszego pierwszego męża, Alexandre Noghes. Jego rodzice zawarli związek małżeński w 1951, co spowodowało, że Krystian stał się potomkiem dynastycznym i został włączony do linii sukcesji monakijskiego tronu. Jego pierwszą żoną była Maria Quintana (María Marta Quintana y del Carril, ur. 17 czerwca 1951), którą poślubił 14 listopada 1970 w Buenos Aires; małżeństwo zakończyło się rozwodem w 1978. Jego drugą żoną była Anna Lütken (Anne Michelle Lütken, ur. 28 listopada 1959, zm. 25 listopada 2001 w Londynie), którą poślubił 11 września 1982 w Ramatuelle; małżeństwo zakończyło się rozwodem w 1987. Jego trzecią żoną była Julia Łakszyn (Julia Lakschin, ur. 6 listopada 1968), którą poślubił w kwietniu 1992 w Genewie; małżeństwo zakończyło się rozwodem w 1995. Jego czwartą żoną była Cecylia Gelabale (Cécile Irène Gelabale, ur. w 1968 w Gwadelupie); małżeństwo zakończyło się rozwodem w 2015. Ma troje dzieci, w tym jedno adoptowane. Od 2010 pracuje w ambasadzie Monako w Stanach Zjednoczonych[8]. 22 stycznia 2020 książę Albert II oficjalnie nadał mu niedziedziczny tytuł barona Massy, do którego pretensje rościł sobie wcześniej.
    - Letycja de Massy (Leticia de Massy, ur. 16 maja 1971 w Buenos Aires), córka Krystiana de Massy i jego pierwszej żony, Marii Quintany. Jej mężem jest Tomasz de Brouwer (Thomas de Brouwer, ur. 22 marca 1973 w Antwerpii), którego poślubiła w ceremonii cywilnej 3 września 2006. Ma dwoje dzieci. W 2021 założyła Monoïkos 1297.
      - Róża de Brouwer (Rose de Brouwer, ur. 2008), córka Letycji de Massy i Tomasza de Brouwer.
      - Sylwester de Brouwer (Sylvestre de Brouwer, ur. 2008), syn Letycji de Massy i Tomasza de Brouwer.

    - Brice de Massy (Brice Souleyman Gelabale-de Massy, ur. 2 listopada 1987 w Abymes), adoptowany syn Krystiana de Massy i jego czwartej żony, Cecylii Gelabale.
    - Antoni de Massy (Antoine de Massy, ur. 15 stycznia 1997), syn Krystiana de Massy i jego czwartej żony, Cecylii Gelabale. Absolwent Florida International University w  Miami na kierunku stosunki i sprawy międzynarodowe (2019).

  - Krystyna de Massy, urodzona Grimaldi (Christine-Alix Mary Dévote de Massy, ur. 8 lipca 1951 w Monako), nieślubna córka Antoinette, baronowej Massy i jej późniejszego pierwszego męża, Alexandre Noghes. Jej rodzice zawarli związek małżeński w 1951, co spowodowało, że Krystyna stała się potomkiem dynastycznym i została włączona do linii sukcesji monakijskiego tronu. Jej pierwszym mężem był Karol Knecht (Charles Wayne Knecht), którego poślubiła 14 lutego 1972; małżeństwo zakończyło się rozwodem w 1976. Jej drugim mężem był Leon Leroy (Leon Leroy), którego poślubiła 25 marca 1998. Miała jednego syna. Zmarła 15 lutego 1989 w Nicei z powodu białaczki.
    - Sebastian Knecht de Massy (Keith Sebastien Knecht de Massy, ur. 24 sierpnia 1971 w Filadelfii), syn Krystyny de Massy i jej pierwszego męża, Karola Knecht. Jego żoną jest Donatella di Guevarra Fabri[9] (Donatella di Guevarra Fabri, ur. 10 maja 1972 w Johannesburgu), którą poślubił w 1999. Ma cztery córki. Pracuje w przemyśle morskim[10].
      - Krystyna Knecht de Massy (Christine Knecht de Massy, ur. 12 czerwca 2000 w Monako), córka Sebastiana Knecht de Massy i jego żony, Donatelli di Guevarra Fabri. Absolwentka Universiteit Maastricht na kierunku prawo europejskie (2024). Założycielka Final Stop Monaco.
      - Aleksja Knecht de Massy (Alexia Knecht de Massy, ur. 21 września 2001), córka Sebastiana Knecht de Massy i jego żony, Donatelli di Guevarra Fabri. Absolwentka Sup de Luxe na kierunku luksusowy marketing (2023).
      - Wiktoria Knecht de Massy (Vittoria Knecht de Massy, ur. 18 kwietnia 2007), córka Sebastiana Knecht de Massy i jego żony, Donatelli di Guevarra Fabri. Uczennica International School of Nice w Nicei.
      - Andrea Knecht de Massy (Andrea Knecht de Massy, ur. 16 października 2008), córka Sebastiana Knecht de Massy i jego żony, Donatelli di Guevarra Fabri.

## Potomkowie Rainiera III, księcia Monako

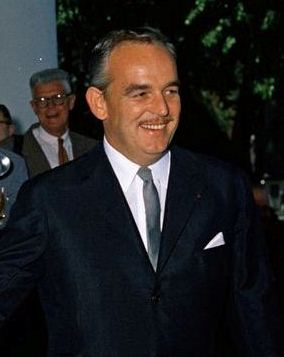
Rainier III, książę Monako

- Rainier III, książę Monako (Rainier Louis Henri Maxence Bertrand, ur. 31 maja 1923 w Monako), syn córka hrabiego Pierre'a de Polignac i Charlotte, księżnej Valentinois. Po urodzeniu wpisany na drugie miejsce w linii sukcesji monakijskiego tronu; od 9 maja 1949 do 6 kwietnia 2005 był księciem Monako. Został ochrzczony 14 czerwca 1923 w Katedrze w Monako, a jego rodzicami chrzestnymi zostali dziadek, Ludwik II, książę Monako i księżniczka Henrietta z Belgii. Jego żoną była Grace Kelly (Grace Patricia Kelly, ur. 12 listopada 1929 w Filadelfii, zm. 14 września 1982 w Monako), którą poślubił 4 kwietnia 1956 w ceremonii cywilnej w Pałacu Monakijskim i 18 kwietnia 1956 w ceremonii religijnej w Katedrze w Monako. Miał troje dzieci. Zmarł 6 kwietnia 2005 w Monako.

### Potomkowie Karoliny, księżnej Hanoweru

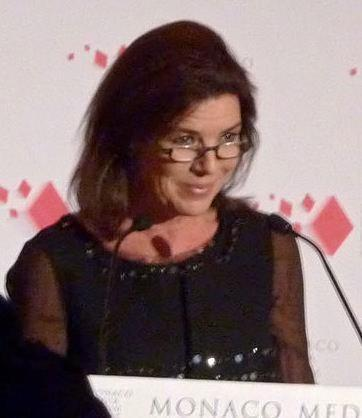
Karolina, księżna Hanoweru

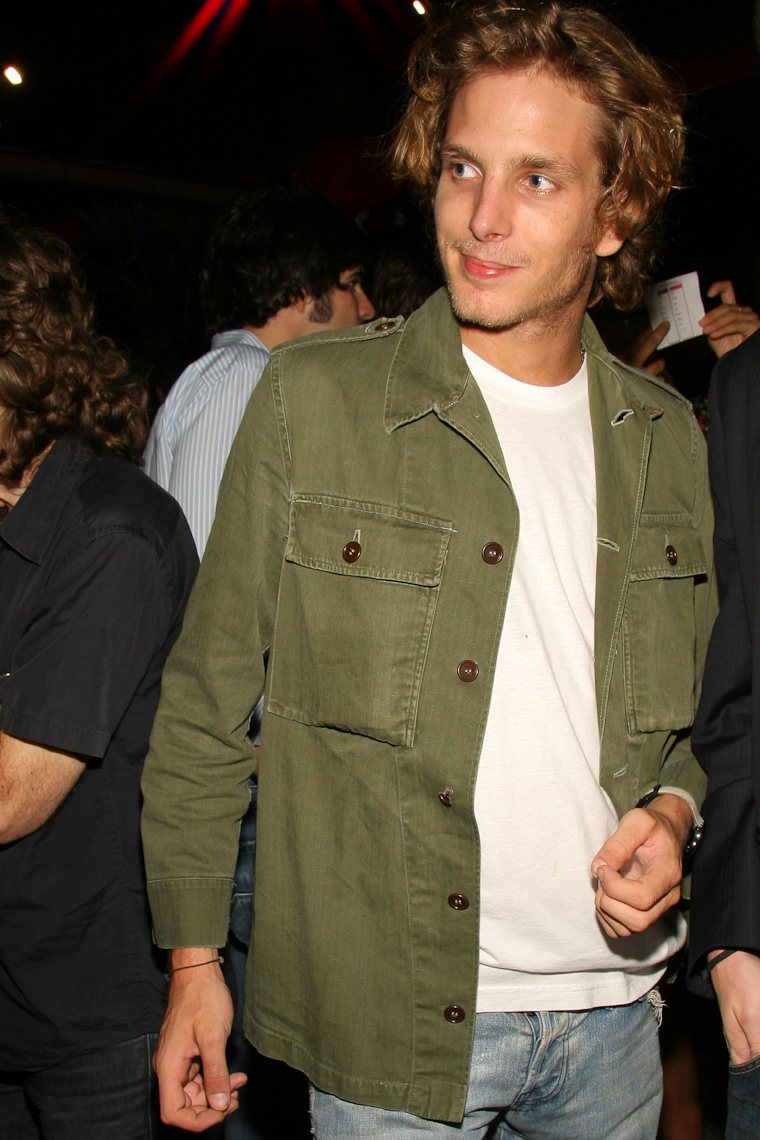
Andrea Casiraghi

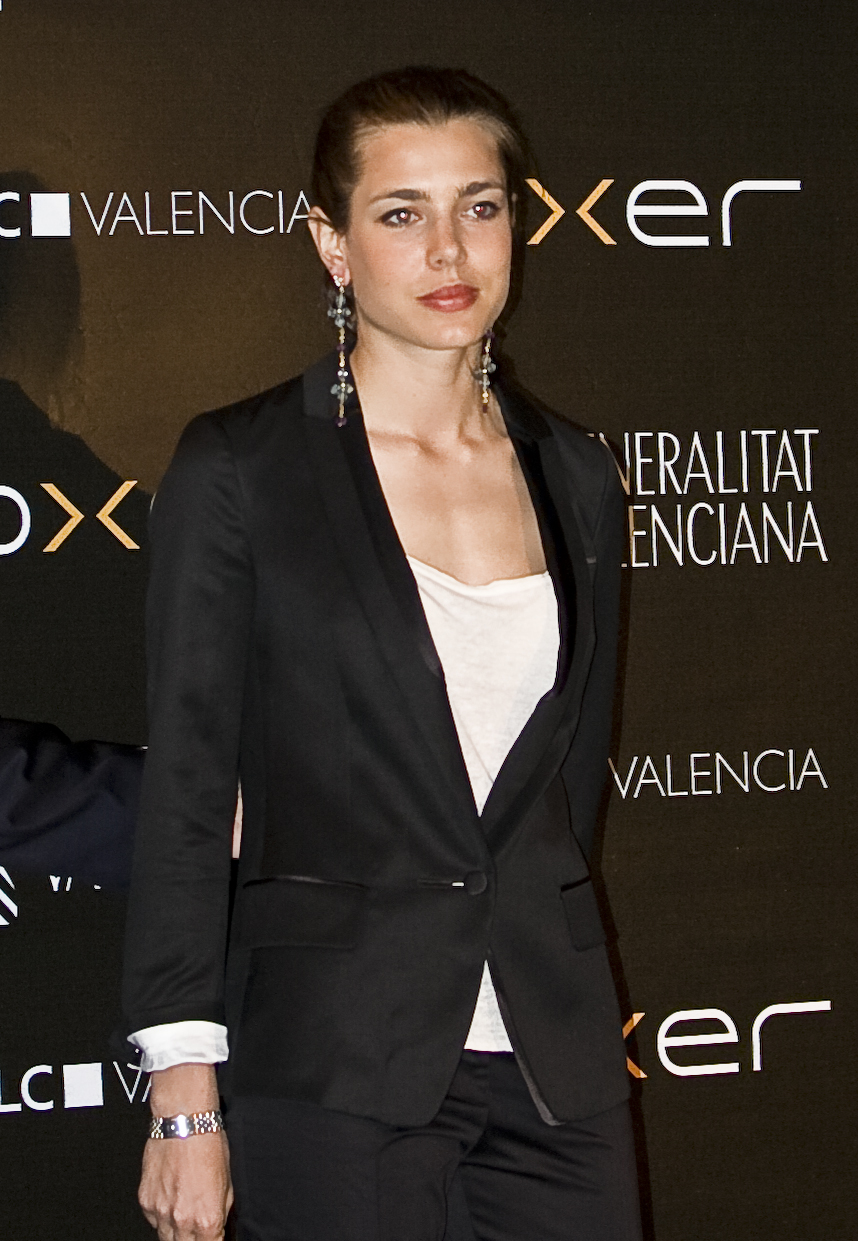
Charlotte Casiraghi

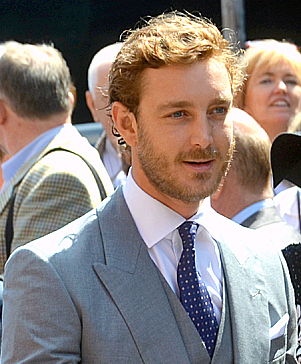
Pierre Casiraghi

- Karolina, księżna Hanoweru z d. księżniczka Monako (Caroline Louise Marguerite, ur. 23 stycznia 1957 w Monako), córka Rainiera III, księcia Monako i Grace Kelly; w latach 1957-1958 oraz 2005-2014 następczyni monakijskiego tronu. Została ochrzczona 3 marca 1957 w Katedrze w Monako, a jej rodzicami chrzestnymi zostali Jerzy, książę Tolna (krewny ze strony ojca) i Margaret Davis (cioteczna siostra ze strony matki). Absolwentka Uniwersytetu Paryskiego na kierunku filozofia (1974)[11]. Jej pierwszym mężem był Filip Junot (Philippe Junot, ur. 19 kwietnia 1940 w Paryżu), którego poślubiła 28 czerwca 1978 w ceremonii cywilnej w Monako i 29 czerwca 1978 w ceremonii religijnej; małżeństwo zakończyło się rozwodem w 1980 i kościelnym stwierdzeniem nieważności w 1992. Jej drugim mężem był Stefan Casiraghi (Stefano Casiraghi, ur. 8 września 1960 w Como, zm. 3 października 1990 w Monako), którego poślubiła 29 grudnia 1983 w ceremonii cywilnej w Monako. Jej trzecim mężem jest Ernest August V, książę Hanoweru (Ernst August Albert Paul Otto Rupprecht Oskar Berthold Friedrich-Ferdinand Christian-Ludwig, ur. 26 lutego 1954 w Hanowerze), którego poślubiła 23 stycznia 1999 w ceremonii cywilnej w Monako; małżonkowie pozostają w separacji od 2009. Po trzecim ślubie zyskała prawo do używania predykatu Jej Królewskiej Wysokości jako jedyna członkini monakijskiej rodziny książęcej w historii. Ma czworo dzieci. Jest patronką wielu organizacji państwowych i charytatywnych.
  - Andrea Casiraghi (Andrea Albert Pierre Casiraghi, ur. 8 czerwca 1984 w Monako), syn księżniczki Karoliny i jej drugiego męża, Stefana Casiraghiego. W 1992, po kościelnym stwierdzeniu nieważności pierwszego małżeństwa matki i dwa lata po śmierci jej drugiego męża uznany za potomka dynastycznego i wpisany na trzecie miejsce w linii sukcesji monakijskiego tronu. Do 2014, w związku z brakiem dynastycznego potomka księcia Alberta II, miał szanse na objęcie w przyszłości tronu Monako. Jego rodzicami chrzestnymi zostali Marco Casiraghi (stryj) i księżniczka Stefania (ciotka, siostra matki). Absolwent The New School w Nowym Jorku na kierunku stosunki międzynarodowe (2009). Jego żoną jest Tatiana Santo Domingo (Tatiana Santo Domingo Rechulski, ur. 24 listopada 1983 w Nowym Jorku), którą poślubił 31 sierpnia 2013 w ceremonii cywilnej w Pałacu Książęcym w Monako i 1 lutego 2014 w ceremonii religijnej w kościele Rougemont w Gstaad. Ma troje dzieci.
    - Aleksander Casiraghi (Alexandre Andrea Stefano Casiraghi, ur. 21 marca 2013 w Londynie[12][13]), nieślubny syn Andrei Casiraghiego i jego ówczesnej narzeczonej, Tatiany Santo Domingo. Jego rodzice zawarli związek małżeński w 2013, co spowodowało, że Aleksander stał się potomkiem dynastycznym i został wpisany na trzecie miejsce linii sukcesji monakijskiego tronu (z szansami na objęcie tronu w przypadku bezpotomnej śmierci księcia Alberta II; narodziny jego dzieci w 2014 odsunęły taką możliwość). Został ochrzczony 31 stycznia 2014 w Gstaad[14], a jego rodzicami chrzestnymi zostali księżniczka Aleksandra (siostra ojca) i Aleksander Dellal (przyjaciel matki).
    - India Casiraghi (India Julia Casiraghi, ur. 12 kwietnia 2015 w Londynie[15]), córka Andrei Casiraghiego i jego żony, Tatiany Santo Domingo. Po urodzeniu wpisana na szóste miejsce linii sukcesji monakijskiego tronu[16][17]. Została ochrzczona dnia 13 sierpnia 2015 w Kaplicy Miłosierdzia w Monako[18][19][20].
    - Maksymilian Casiraghi (Maximilian Rainier Casiraghi, ur. 19 kwietnia 2018 w Londynie[21][22][23][24]), syn Andrei Casiraghiego i jego żony, Tatiany Santo Domingo. Po urodzeniu wpisany na szóste miejsce w linii sukcesji monakijskiego tronu.

  - Charlotte Casiraghi (Charlotte Marie Pomeline Casiraghi, ur. 3 sierpnia 1986 w Monte Carlo), córka księżniczki Karoliny i jej drugiego męża, Stefana Casiraghiego. W 1992, po kościelnym stwierdzeniu nieważności pierwszego małżeństwa matki i dwa lata po śmierci jej drugiego męża uznana za potomka dynastycznego i wpisana na piąte miejsce w linii sukcesji monakijskiego tronu. Jej rodzicami chrzestnymi są Massimo Bianchi i Albina de Boisrouvray. Absolwentka Uniwersytetu Paryskiego na kierunku filozofia (2007). Jej mężem jest Dimitri Rassam (Dimitri Rassam, ur. 16 listopada 1981 w Paryżu), którego poślubiła 1 czerwca 2019 w ceremonii cywilnej w Pałacu Książęcym w Monako i 29 czerwca 2019 w ceremonii religijnej w kościele Sainte-Marie de Pierredon w Saint-Rémy-de-Provence. Ma dwóch synów.
    - Rafał Elmaleh (Raphäel Elmaleh, ur. 17 grudnia 2013[25]), nieślubny syn Charlotte Casiraghi i jej ówczesnego partnera, Gada Elmaleh[26]. Został ochrzczony 22 czerwca 2014 w Kaplicy Królewskiej Pałacu Książęcego, a jego rodzicami chrzestnymi zostali Albert II, książę Monako i Charlene, księżna Monako[27][28]. Jego rodzice rozstali się jesienią 2015 roku. Rafał wychowywany jest przez matkę i utrzymuje kontakt z ojcem, który przeprowadził się do Stanów Zjednoczonych, by tam kontynuować karierę aktorską. We wrześniu 2019 rozpoczął naukę w szkole podstawowej przy Place Saint-Sulpice w Paryżu[29].
    - Baltazar Rassam (Balthasar Rassam, ur. 23 października 2018 w Monako[30]), nieślubny syn Charlotte Casiraghi i jej ówczesnego narzeczonego, Dimitri Rassama. Jego rodzice zawarli związek małżeński w 2019, co spowodowało, że Baltazar stał się potomkiem dynastycznym i został wpisany na dwunaste miejsce linii sukcesji monakijskiego tronu[31]. Został ochrzczony w wierze katolickiej 31 maja 2019 w Kaplicy Świętego Jana Baptisty w Pałacu Książęcym w Monako[32].

  - Pierre Casiraghi (Pierre Rainier Stefano Casiraghi, ur. 5 września 1987 w Monako), syn księżniczki Karoliny i jej drugiego męża, Stefana Casiraghiego. W 1992, po kościelnym stwierdzeniu nieważności pierwszego małżeństwa matki i dwa lata po śmierci jej drugiego męża uznany za potomka dynastycznego i wpisany na czwarte miejsce w linii sukcesji monakijskiego tronu. Jego rodzicami chrzestnymi są Albert II, książę Monako i Laura Casiraghi. Jego żoną jest Beatrice Borromeo (Beatrice Borromeo Arese Taverna, ur. 18 sierpnia 1985 w Innichen), którą poślubił 25 lipca 2015 w ceremonii cywilnej w Pałacu Książęcym w Monako i 1 sierpnia 2015 w ceremonii religijnej na włoskiej wyspie Isola Bella. Ma dwóch synów.
    - Stefan Casiraghi (Stefano Ercole Carlo Casiraghi, ur. 28 lutego 2017 w Monako[33]), syn Pierre'a Casiraghiego i jego żony, Beatrice Borromeo. Po urodzeniu wpisany na ósme miejsce w linii sukcesji monakijskiego tronu.
    - Franciszek Casiraghi (Francesco Carlo Albert Casiraghi, ur. 21 maja 2018 w Monako[34]), syn Pierre'a Casiraghiego i jego żony, Beatrice Borromeo. Po urodzeniu wpisany na dziesiąte miejsce w linii sukcesji monakijskiego tronu. Został ochrzczony 31 maja 2019 w Kaplicy Świętego Jana Baptisty w Pałacu Książęcym w Monako.

  - księżniczka Aleksandra z Hanoweru (Alexandra Charlotte Ulrike Maryam Virginia, ur. 20 lipca 1999 w Vöcklabruck), córka księżniczki Karoliny i jej trzeciego męża, Ernesta Augusta V, księcia Hanoweru. Po urodzeniu wpisana na szóste miejsce w linii sukcesji monakijskiego tronu oraz na odległe miejsce w linii sukcesji brytyjskiego tronu. Została ochrzczona 19 września 1999 w kościele ewangelicko-luterańskim nieopodal Grünau im Almtal w Austrii. Jej rodzicami chrzestnymi zostali: Aleksandra, księżna Leiningen (siostra ojca), Charlotte Casiraghi (przyrodnia siostra), Ulrike Ulmschneider, Maryam Sachs, Virginia Gallico, George Condo i Eric Maier. W 2018 zmieniła wyznanie na katolickie i została usunięta z linii sukcesji brytyjskiego tronu[35]. Absolwentka Uniersytetu Colombia w Paryżu na kierunku historia i literatura (2024)[36].

### Potomkowie Alberta II, księcia Monako

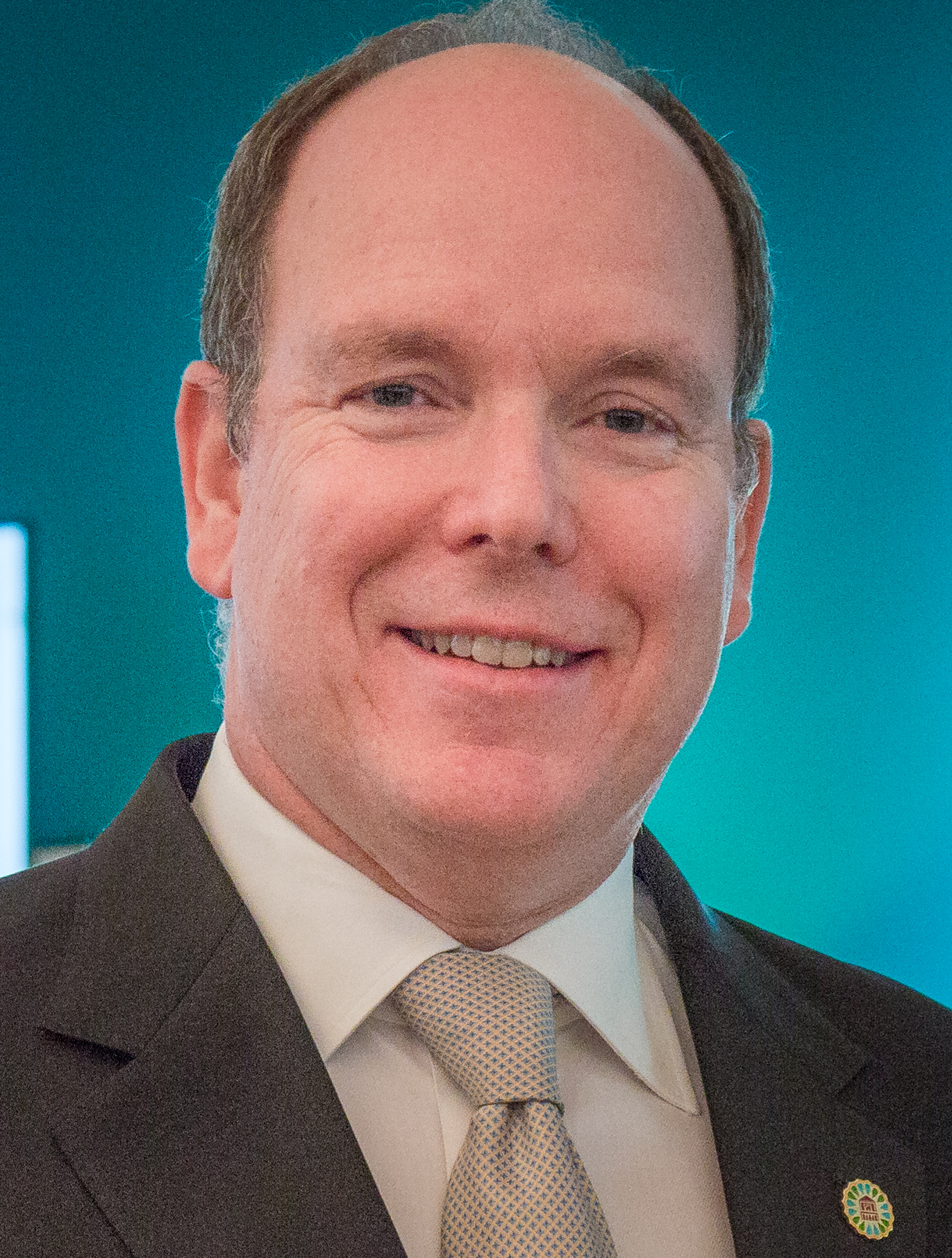
Albert II, książę Monako

- Albert II, książę Monako (Albert Alexandre Louis Pierre, ur. 14 marca 1958 w Monako), syn Rainiera III, księcia Monako i Grace Kelly. Od 6 kwietnia 2005 książę Monako. Został ochrzczony 20 kwietnia 1958 w katedrze w Monako, a jego rodzicami chrzestnymi zostali książę Ludwik de Polignac (krewny ze strony ojca) i Wiktoria, królowa Hiszpanii. Absolwent Amherst College w Amherst na kierunku nauki polityczne (1981). Jego żoną jest Charlene Wittstock (Charlene Lynette Wittstock, ur. 25 stycznia 1978 w Bulawayo), którą poślubił 1 lipca 2011 w ceremonii cywilnej w Monako i 2 lipca 2011 w ceremonii religijnej w Monako. Ma czworo dzieci. Jest patronem wielu organizacji charytatywnych i państwowych, zdobył obydwa bieguny ziemi i pięciokrotnie reprezentował Monako w zimowych igrzyskach olimpijskich w bobslejach.
  - Jaśmina Grimaldi, urodzona Rotolo (Jazmin Grace Grimaldi, ur. 4 marca 1992 w Palm Springs), nieślubna córka Alberta II, księcia Monako i jego ówczesnej kochanki, Tamary Rotolo; amerykańska aktorka, piosenkarka i filantropka. W dniu jej narodzin jej matka pozostawała w związku małżeńskim z innym mężczyzną, wobec czego Jaśmina nie może zostać wpisana do linii sukcesji monakijskiego tronu, nawet w przypadku ewentualnego ślubu jej rodziców. Wychowywana przez matkę w Stanach Zjednoczonych, 1 czerwca 2006 została oficjalnie uznana córką księcia Alberta II[37]. Jest absolwentką Fordham University w Nowym Jorku (2014)[38]. Założycielka fundacji Jazmin Fund.
  - Aleksander Grimaldi-Coste, urodzony Tossoukpé, później Coste, od 2014 Grimaldi-Coste (Alexandre Eric Stephane Grimaldi-Coste, ur. 24 sierpnia 2003), nieślubny syn Alberta II, księcia Monako i jego ówczesnej kochanki, Nicole Coste. Został uznany oficjalnie za syna księcia Alberta 6 lipca 2005[37]. Obecnie nie zajmuje miejsca w linii sukcesji, ale w przypadku, gdyby jego rodzice zawarli dynastyczny związek małżeński, zająłby w tej linii pierwsze miejsce i mógłby zostać władcą Monako. Jego rodzicami chrzestnymi są Thierry Lacoste i księżniczka Stefania[39][40].
  - Gabriela, hrabina Carladès (Gabriella Thérèse Marie, ur. 10 grudnia 2014 w Monako), córka Alberta II, księcia Monako i Charlene Wittstock. Po urodzeniu wpisana na drugie miejsce w linii sukcesji monakijskiego tronu. Została ochrzczona 10 maja 2015 w Katedrze Świętego Mikołaja w Monako, a jej rodzicami chrzestnymi zostali Gareth Wittstock (brat matki) i Nerine Pienaar (przyjaciółka rodziców).
  - Jakub, markiz Baux (Jacques Honoré Rainier, ur. 10 grudnia 2014 w Monako), syn Alberta II, księcia Monako i Charlene Wittstock. Od 2014 następca monakijskiego tronu. Został ochrzczony 10 maja 2015 w Katedrze Świętego Mikołaja w Monako, a jego rodzicami chrzestnymi zostali Christopher Levine i Diana de Polignac Nigra (krewni ze strony ojca).

### Potomkowie księżniczki Stefanii z Monako

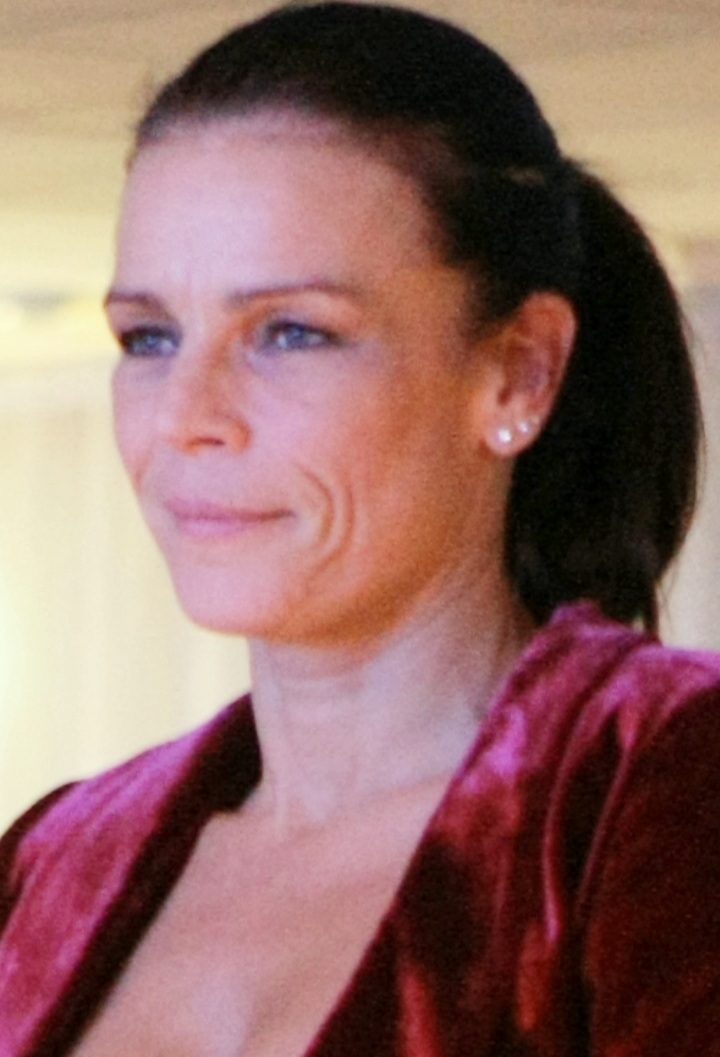
księżniczka Stefania

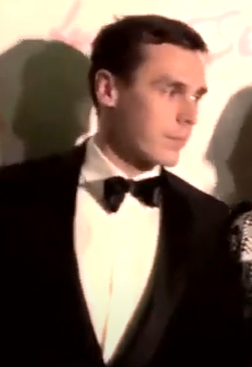
Ludwik Ducruet

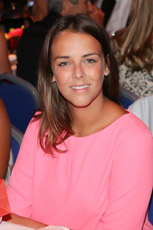
Paulina Ducruet

- księżniczka Stefania z Monako (Stephanie Marie Elizabeth, ur. 1 lutego 1965 w Monako), córka Rainiera III, księcia Monako i Grace Kelly. Po urodzeniu wpisana na trzecie miejsce w linii sukcesji monakijskiego tronu. Została ochrzczona w maju 1965 w katedrze w Monako, a jej rodzicami chrzestnymi zostali John Brendan Kelly (wuj) i Elżbieta de Massy (cioteczna siostra). W 1982 uczestniczyła w wypadku samochodowym, wskutek którego zginęła jej matka. Jej pierwszym mężem był Daniel Ducreut (Daniel Ducruet, ur. 27 listopada 1964 w Paryżu), którego poślubiła 1 lipca 1995 w ceremonii cywilnej w Monako; małżeństwo zakończyło się rozwodem 4 października 1996. Jej drugim mężem był Adans Lopez Peres (Adans Lopez Peres, ur. 8 listopada 1975 w Crema), którego poślubiła 12 września 2003 w ceremonii cywilnej w Vandœuvres; małżeństwo zakończyło się rozwodem 24 listopada 2004. Ma troje dzieci. Jest prezydentem m.in. Międzynarodowego Festiwalu Cyrkowego w Monte-Carlo.
  - Ludwik Ducruet (Louis Robert Paul Ducruet, ur. 26 listopada 1992 w Monako), nieślubny syn księżniczki Stefanii i jej ówczesnego partnera, Daniela Ducruet. Jego rodzice wstąpili w związek małżeński w 1995, co spowodowało, że Ludwik stał się potomkiem dynastycznym i został wpisany na siódme miejsce linii sukcesji monakijskiego tronu. Został ochrzczony 17 kwietnia 1995 w Katedrze Świętej Dewoty w Monako[41], a jego rodzicami chrzestnymi zostali książę Albert (brat matki) i księżniczka Karolina (siostra matki). Absolwent Western Carolina University w Cullowhee na kierunku menedżer sportowy (2015). Jego żoną jest Maria Chevallier (Marie Hoa Chevallier, ur. 28 grudnia 1992 w Nicei), którą poślubił 26 lipca 2019 w ceremonii cywilnej Ratuszu Monakijskim i 27 lipca 2019 w ceremonii religijnej w Katedrze Notre Dame w Monako. Od października 2020 pracuje w klubie sportowym Nottingham Forrest[42]; wcześniej był menedżerem AS Monaco[43].
    - Wiktoria Ducruet (Victoire Maguy Lam Huong Ducruet[44], ur. 4 kwietnia 2023 w Monako), córka Ludwika Ducruet i jego żony Marii[45][46]. Po urodzeniu wpisana na szesnaste miejsce w linii sukcesji monakijskiego tronu. Została ochrzczona 7 września 2024, a jej rodzicami chrzestnymi zostali Michael Ducruet (brat ojca) i Kamila Gottlieb (siostra ojca)[47].
    - Konstancja Ducruet (Constance Ducruet, ur. 2 grudnia 2024 w Monako[48]), córka Ludwika Ducruet i jego żony Marii[49]. Po urodzeniu wpisana na siedemnaste miejsce w linii sukcesji monakijskiego tronu.

  - Paulina Ducruet (Pauline Grace Maguy Ducruet, ur. 4 maja 1994 w Monako), nieślubna córka księżniczki Stefanii i jej ówczesnego partnera, Daniela Ducruet; projektantka mody. Jej rodzice wstąpili w związek małżeński w 1995, co spowodowało, że Paulina stał się potomkiem dynastycznym i została wpisana na ósme miejsce linii sukcesji monakijskiego tronu. Została ochrzczona 17 kwietnia 1995 w Katedrze Świętej Dewoty w Monako, a jej rodzicami chrzestnymi zostali książę Albert (brat matki) i księżniczka Karolina (siostra matki). Jest absolwentką Parsons School of Design w Nowym Jorku na kierunku projektowanie odzieży (2017)[50].
  - Kamila Gottlieb, urodzona Grimaldi (Camille Marie Kelly Gottlieb, ur. 15 lipca 1998 w Monako), nieślubna córka księżniczki Stefanii i jej ówczesnego kochanka, Jana Gottlieba. Została ochrzczona 5 kwietnia 1999 w Katedrze Świętej Dewoty w Monako[51]. Jest założycielem i patronem fundacji Be Safe Monaco[52].